# Complément (arithmétique)
En arithmétique, la notion de complément permet de faciliter certaines procédures de calcul, notamment les soustractions, ou par méthode de la fausse position. Il s’agit le plus souvent d’un complément à une puissance de 10.
Le principe se retrouve dans le complément à deux utilisé en informatique pour l’addition des entiers relatifs ou l’inversion du signe.
La mesure en degrés de l’angle complémentaire d’un angle aigu est son complément à 90.